# Neoplatyura richmondensis
Neoplatyura richmondensis är en tvåvingeart som först beskrevs av Frederick Askew Skuse 1890.  Neoplatyura richmondensis ingår i släktet Neoplatyura och familjen platthornsmyggor. Inga underarter finns listade i Catalogue of Life.